# St. Urban (Gindorf)
Die Kirche St. Urban ist die römisch-katholische Pfarrkirche von Gindorf im Eifelkreis Bitburg-Prüm in Rheinland-Pfalz. Die Pfarrei gehört zur Pfarreiengemeinschaft Kyllburg im Bistum Trier.

## Geschichte
Die Kirche wurde 1790 auf Initiative des Trierer Domkapitels als schlichter, barocker Saalbau von vier Achsen Länge mit Dachreiter erbaut, 1863 umgeändert und von 1965 bis 1966 (unter Abbruch des alten Chores) erweitert und renoviert. Patron der Kirche ist Urban I.

## Ausstattung
Das Altarretabel stammt von 1791. Seit 1969 besitzt die Kirche vier Glocken.

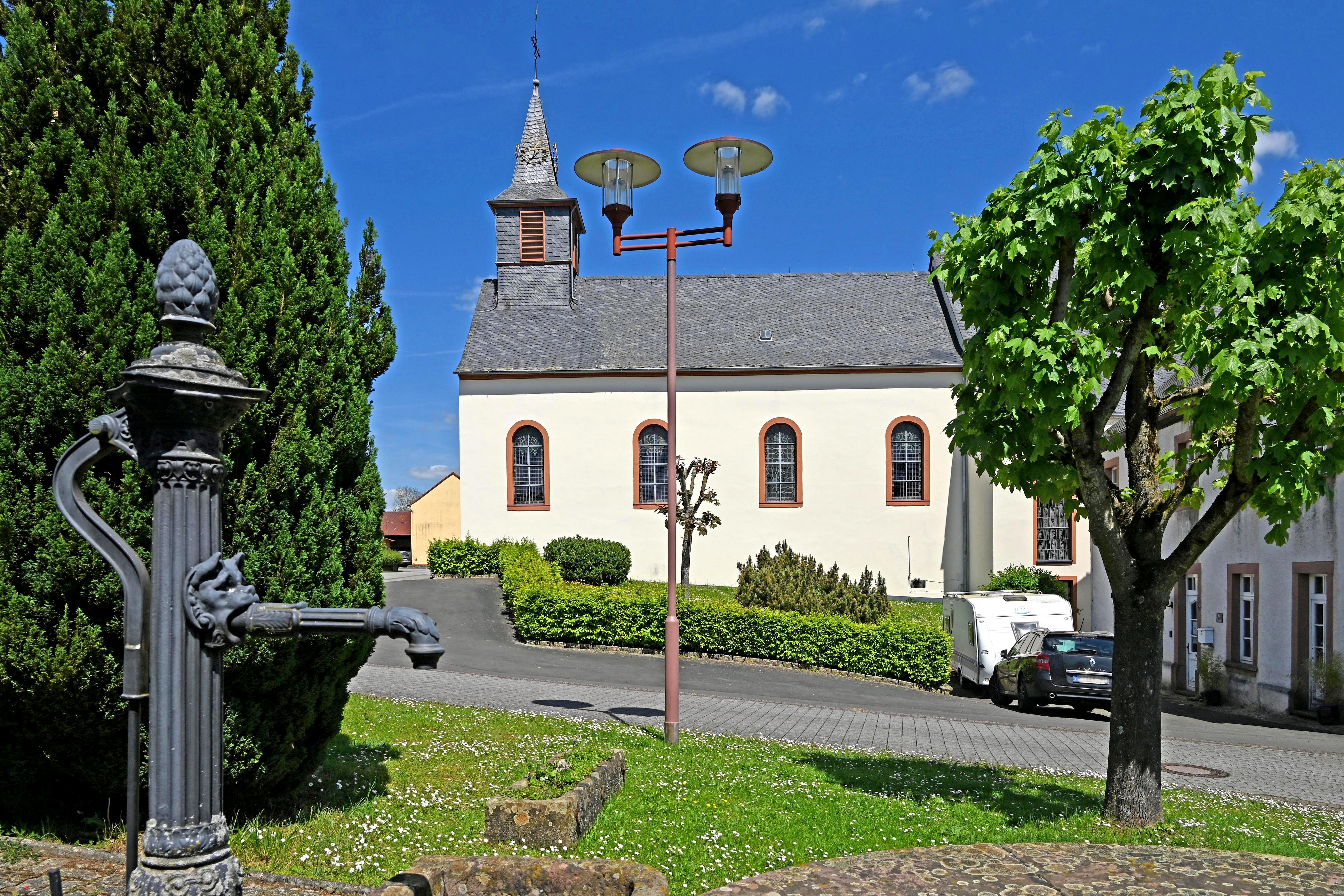
Südseite
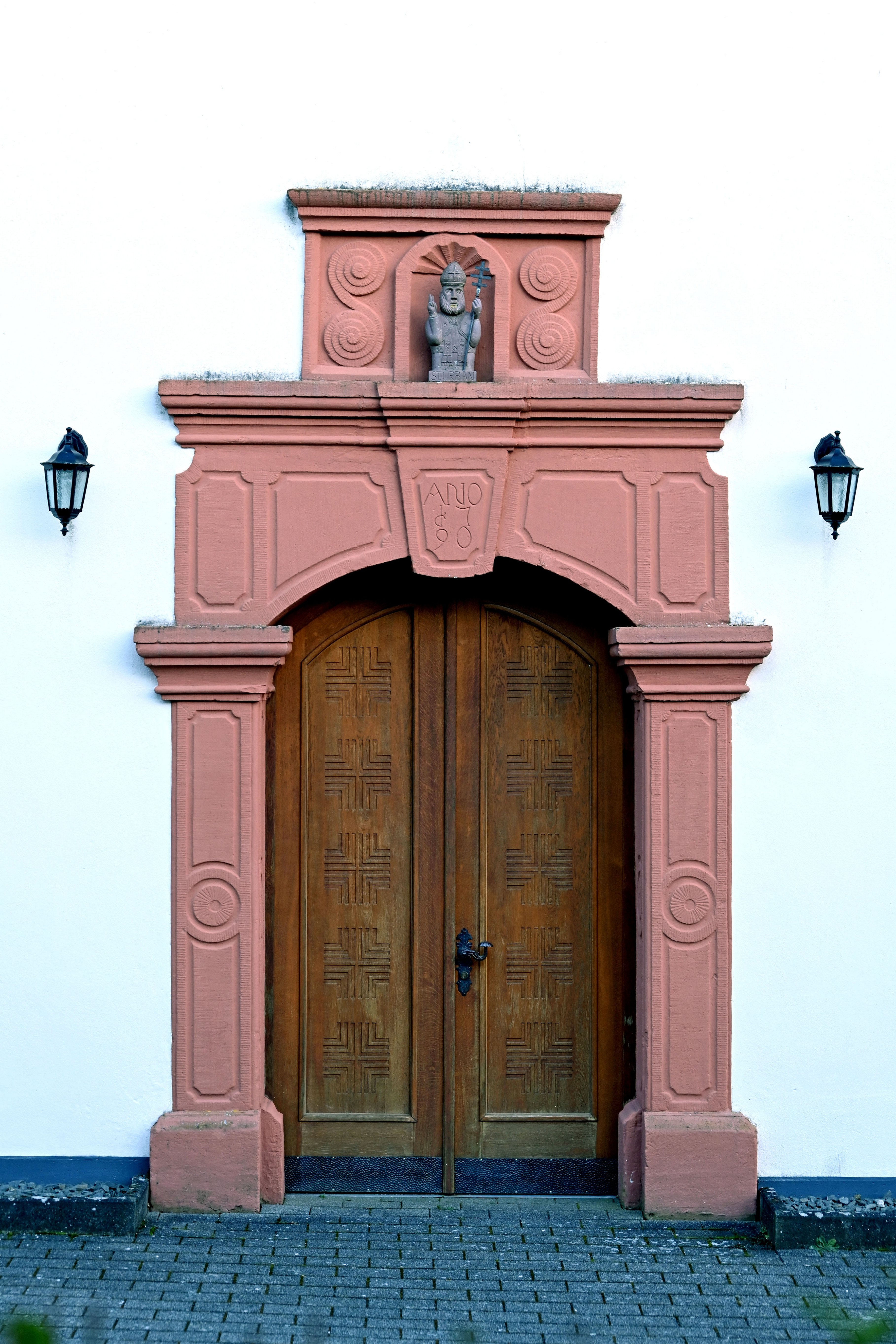
Portal (1790)
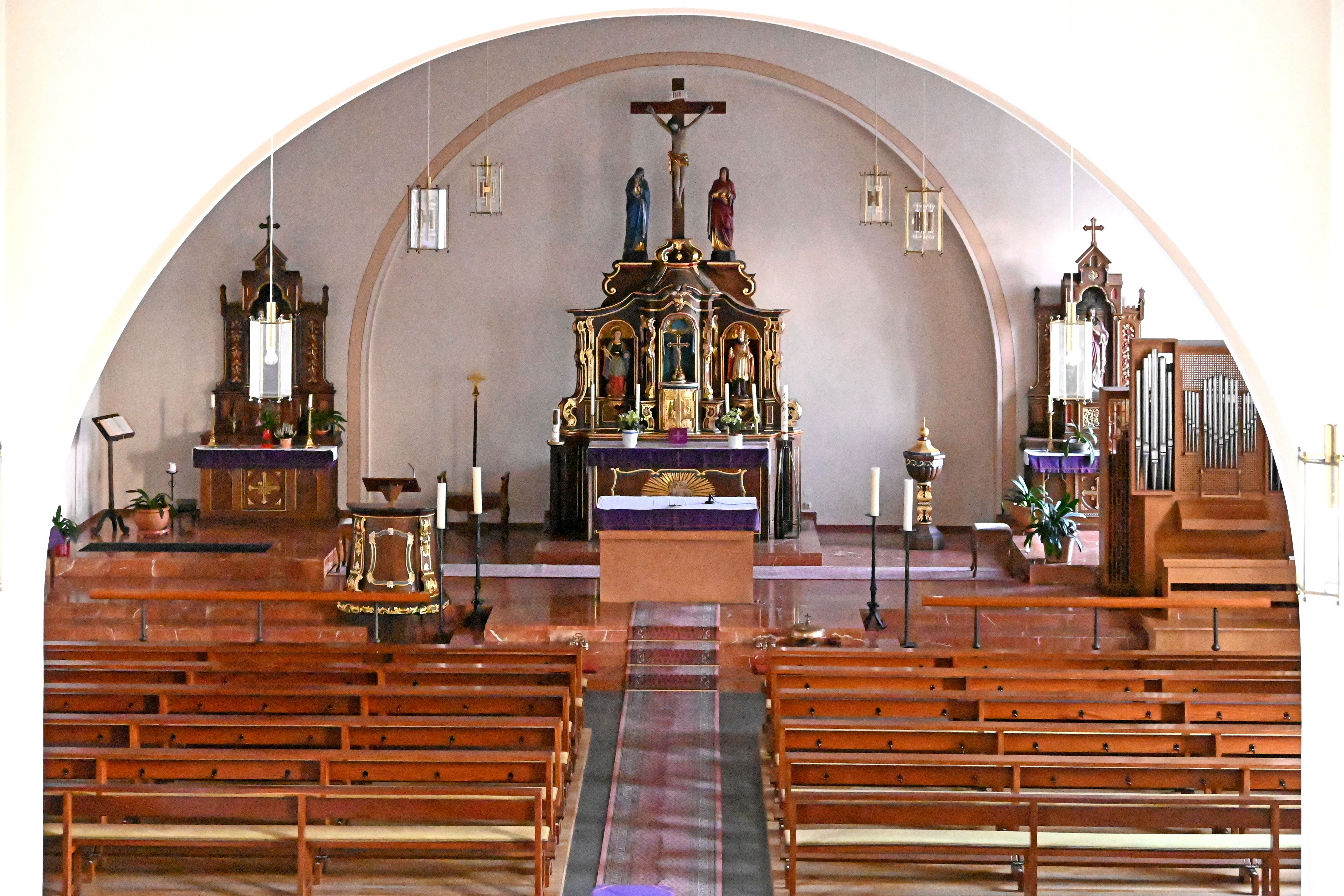
Innenraum
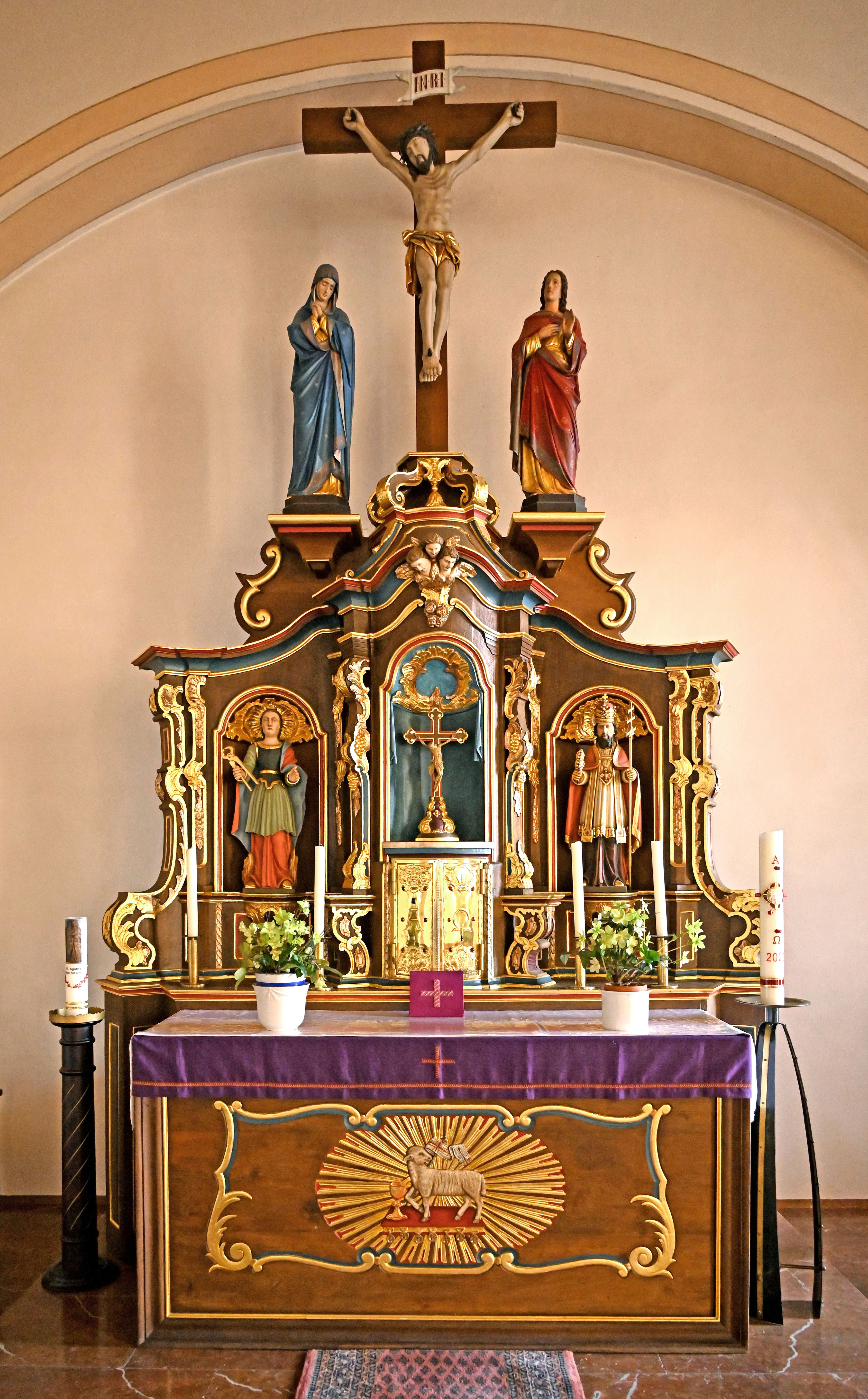
Barockaltar
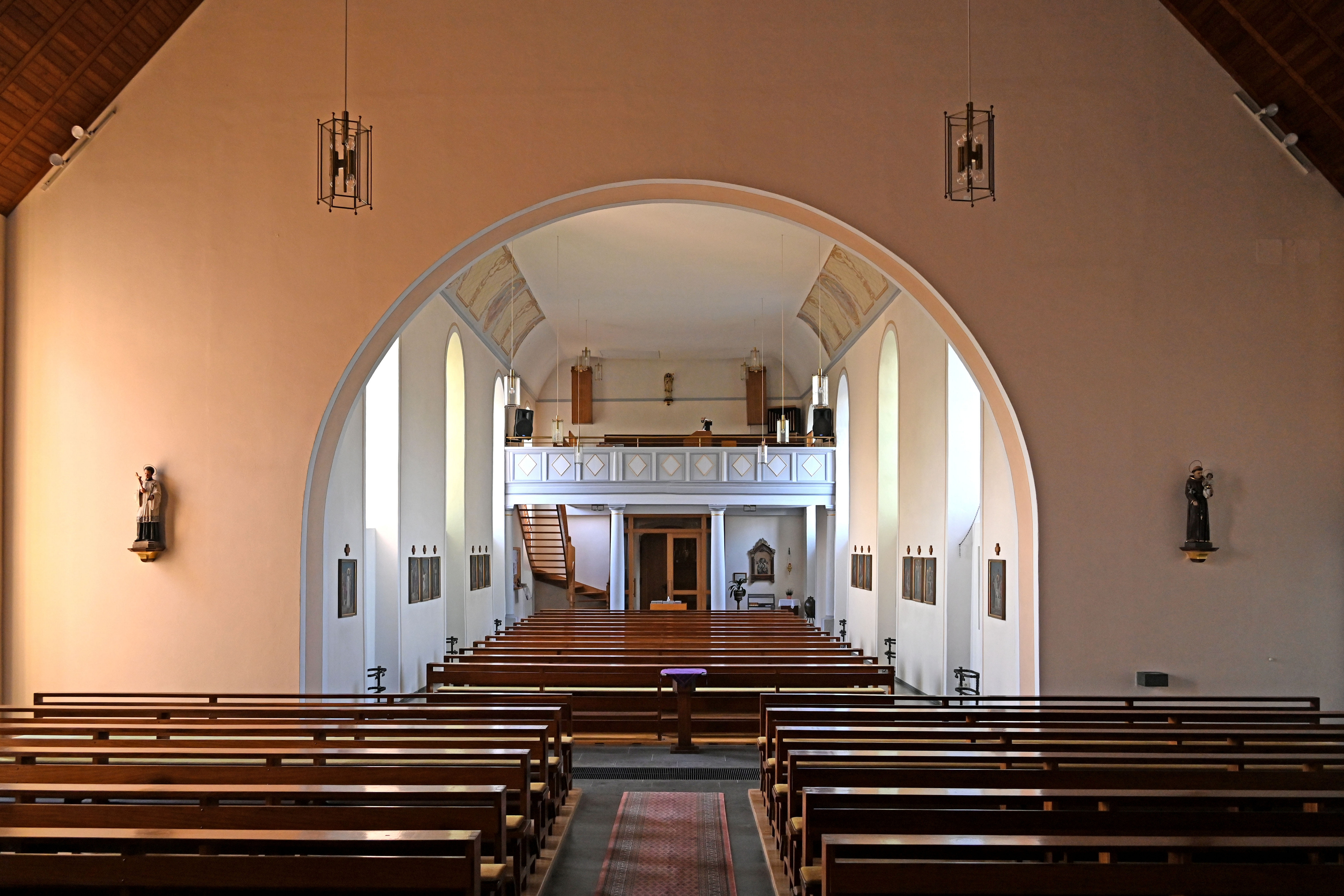
Blick zur Empore
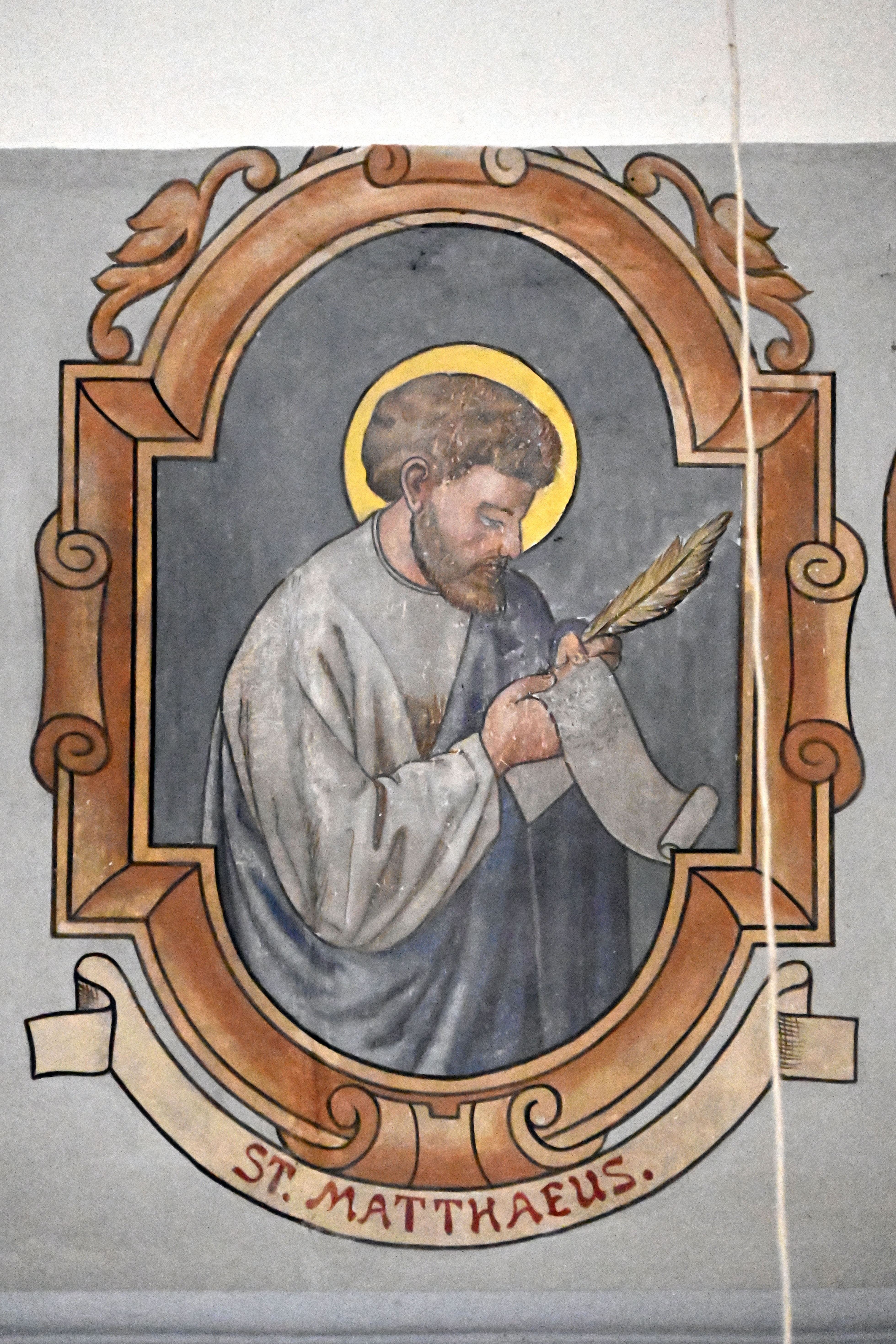
Fresko